# Clan Miura
Pour les articles homonymes, voir Miura (homonymie).

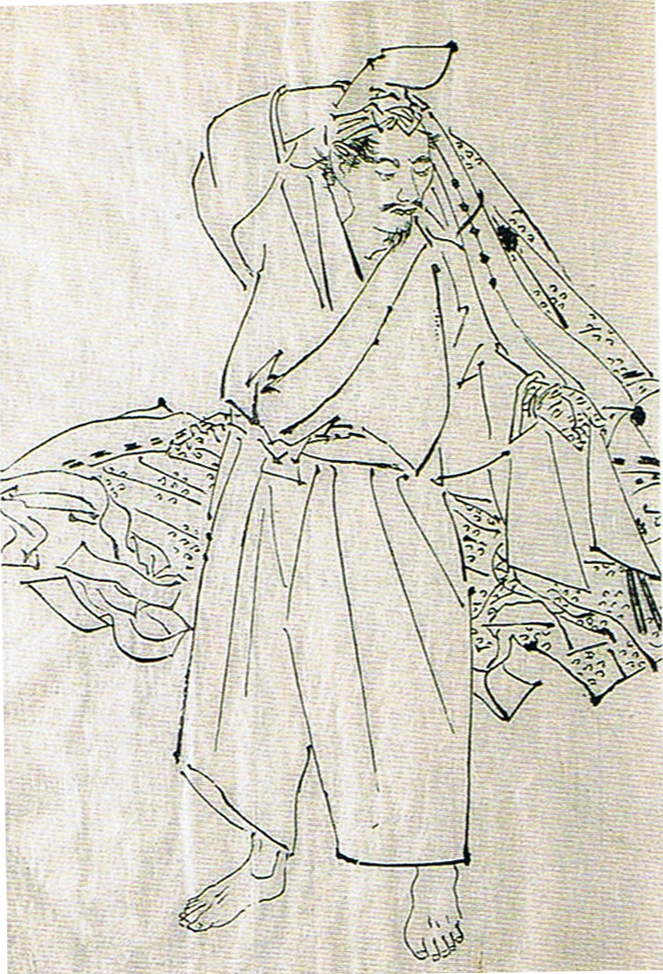
Miura Yoshizumi représenté sur une illustration de l'époque du Bakumatsu.

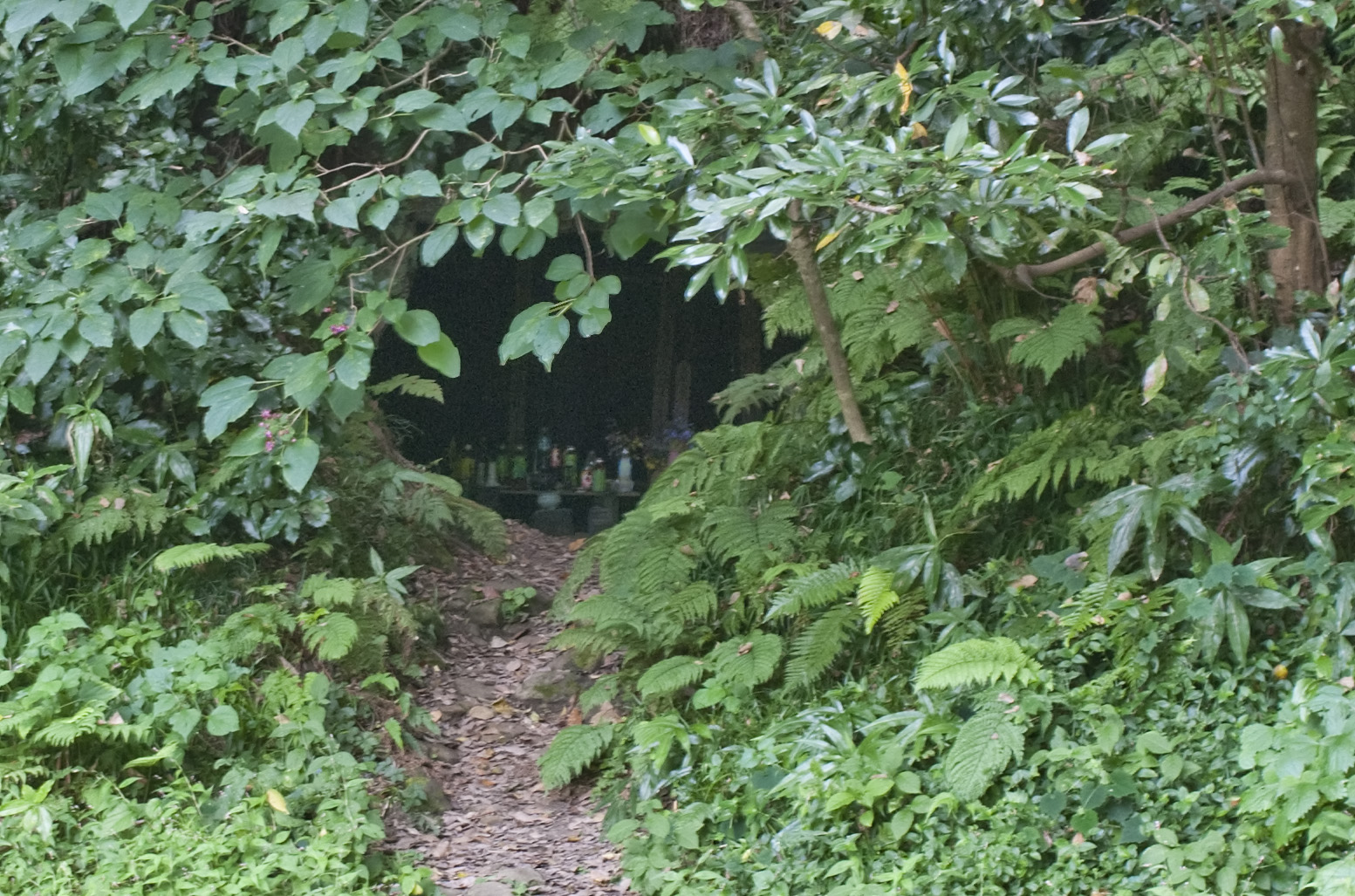
Yagura (tombes) du clan Miura à Kamakura.

Emblème (mon) du clan Miura.

Le clan Miura (三浦氏, Miura-shi) est un clan japonais qui descend du clan Taira. Originaire de la province de Sagami, il tient son nom de la péninsule de Miura. Le clan possédait de grands fiefs et avait une grande influence politique.
Le clan figure parmi les protagonistes de la guerre de Genpei au XIIe siècle. Il fait partie des vassaux historiques du clan Minamoto, et aide ainsi Minamoto no Yoritomo à fuir vers l'est après sa défaite à la bataille d'Ishibashiyama. Un membre du clan, Wada Yoshimori, devient d'ailleurs intendant (bettō) de l'office (samouraï dokoro)  mis en place par ce dernier pour contrôler ses vassaux.
Toujours dans l'entourage du shogun de Kamakura, ce clan participe au début du XIIIe siècle aux intrigues au profit du clan Hojo.
Opposé à la domination du clan Hojo sur le shogunat, il se révolte mais est écrasé en 1247.Les annales du shogunat Kamakura rapportent que les derniers représentants du clan se seraient donné la mort devant le portrait de Minamoto no Yoritomo installé sur sa tombe à Hokkedõ.
Son nom est alors attribué à une autre famille. Ce nouveau clan est anéanti en 1516 par Hōjō Sōun.

## Membres du clan Miura

### Clan originel
- Miura Yasumura
- Miura Yoshiaki : grand-père de Minamoto no Yoshihira
- Wada Yoshimori : fils de Miura Yoshiaki
- Miura Yoshizumi : un allié de Minamoto no Yoshitsune à la bataille de Dan-no-ura en 1185.
- Miura Yoshimura : allié du clan Minamoto pendant la guerre de Shokyu en 1221.

### Clan ultérieur
- Miura Dosun Yoshiatsu
- Miura Yoshimoto
- Takuan Sōhō